# Acroneuriini
Acroneuriini es una tribu de insectos plecópteros pertenecientes a la familia Perlidae.

## Géneros
Según BioLib
- Acroneuria Pictet, 1841
- Attaneuria Ricker, 1954
- Beloneuria Needham & Claassen, 1925
- Calineuria Ricker, 1954
- Doroneuria Needham & Claassen, 1925
- Eccoptura Klapálek, 1921
- Hansonoperla Nelson, 1979
- Hesperoperla Banks, 1938
- Perlesta Banks, 1906
- Perlinella Banks, 1900

Según Wikispecies
- Acroneuria - Attaneuria - Beloneuria - Brahmana - Calinneuria - Caroperla - Doroneuria - Eccoptura - Gibosa - Flavoperla - Hansonoperla - Hesperoperla - Kalidasia - Kiotina - Mesoperla - Nakaharia - Niponiella - Nirvania - Perlesta - Perlinella - Schistoperla - Sinacroneuria - Xanthoneuria